# Vilkove
Vilkove (ukránul: Вилкове, románul: Vâlcov, oroszul: Vilkovo [Вилково]) város Ukrajna Odesszai területének Kilijai járásában. Korábban Vilkiv néven is ismert volt. A várost behálózó csatornák miatt „Ukrajna Velencéjének” is nevezik. Vilkovében található a Dunai bioszféra rezervátum központja.

## Fekvése
A település a Fekete-tenger partvidékén, a Duna-delta ukrajnai részén, közvetlenül a román–ukrán határ mentén fekszik. A város az alapításakor közvetlenül a tengerparton helyezkedett el, de a Duna-delta folyamatos változása miatt napjainkban a tengerpart a településtől 6 km-re fekszik. A területi központtól, Odesszától 207 km-re fekszik. A város a T 1605 és a T 1628 autóutakon érhető el.

## Története
A települést az 1708-as Bulavin-felkelés után a Kubány-vidékről az Oszmán Birodalomhoz tartozó Besszarábiába menekült kozákok alapították. A doni kozákok mellett zaporizzsjai kozákok és az Orosz Birodalomban üldözött óhitűek (lipovánok) is betelepedtek. Az alapítás évének 1746-ot tekintik. A település neve először Poszad Lipovanszke volt. 1762-ben kapott városi rangot. Besszarábiával együtt a város az orosz–török háborút lezáró 1812-es bukaresti békeszerződés értelmében az Orosz Birodalomhoz került. Az orosz fennhatóság időszakában a Besszarábiai kormányzóság Izmaili járásához tartozott.
1918-ban a területet Románia szerezte meg, a város 1940-ig Romániához tartozott. A Molotov–Ribbentrop-paktum alapján a Szovjetunió bekebelezte Besszarábiát. A szovjet fennhatóság azonban csak 1941-ig tartott, amikor a terület visszakerült Romániához. A második világháború alatt, 1941 és 1944 augusztus 24. között a város román fennhatóság alatt volt. A Szovjetunió által visszafoglalt terület az Ukrán SZSZK része lett.

## Népessége
Lakossága a 2001-es népszámlálás idején 9426 fő volt. A lakosság többségét orosz nemzetiségűek (lipovánok) alkotják, a 2001-es állapot szerint ők adták a népesség 70%-át, míg az ukránok aránya 25% körüli volt. A moldávok és románok részaránya 3%, mellettük kisebb létszámban bolgárok, örmények, gagauzok is élnek ott.
Felekezeti megoszlás szerint a lakosság többségét alkotó lipovánok pravoszláv óhitűek. A lakosság többi része főként az Ukrán Ortodox Egyházat követi. A városban három templom található. Kettő az óhitűeké, egy az ortodoxoké.

## Gazdasága
A Duna-delta mocsaras jellege miatt a hagyományos szántóföldi mezőgazdaság nem jelentős. Helyette a dunai és tengeri halászat, valamint a zöldség- és gyümölcstermesztés, ezen belül is a szőlő- és epertermesztés jellemző. Fontos szerepet játszik a turizmus és a hajóépítés is. Vilkove területén tengeri kereskedelmi kikötő is működik.
A városi közlekedésben a kiterjedt csatornarendszer miatt fontos szerepet játszanak a csónakok. A jellegzetes helyi csónakok az egykori kozák csajkák mintáját követik.

## Galéria

Vilkove 1935-ben
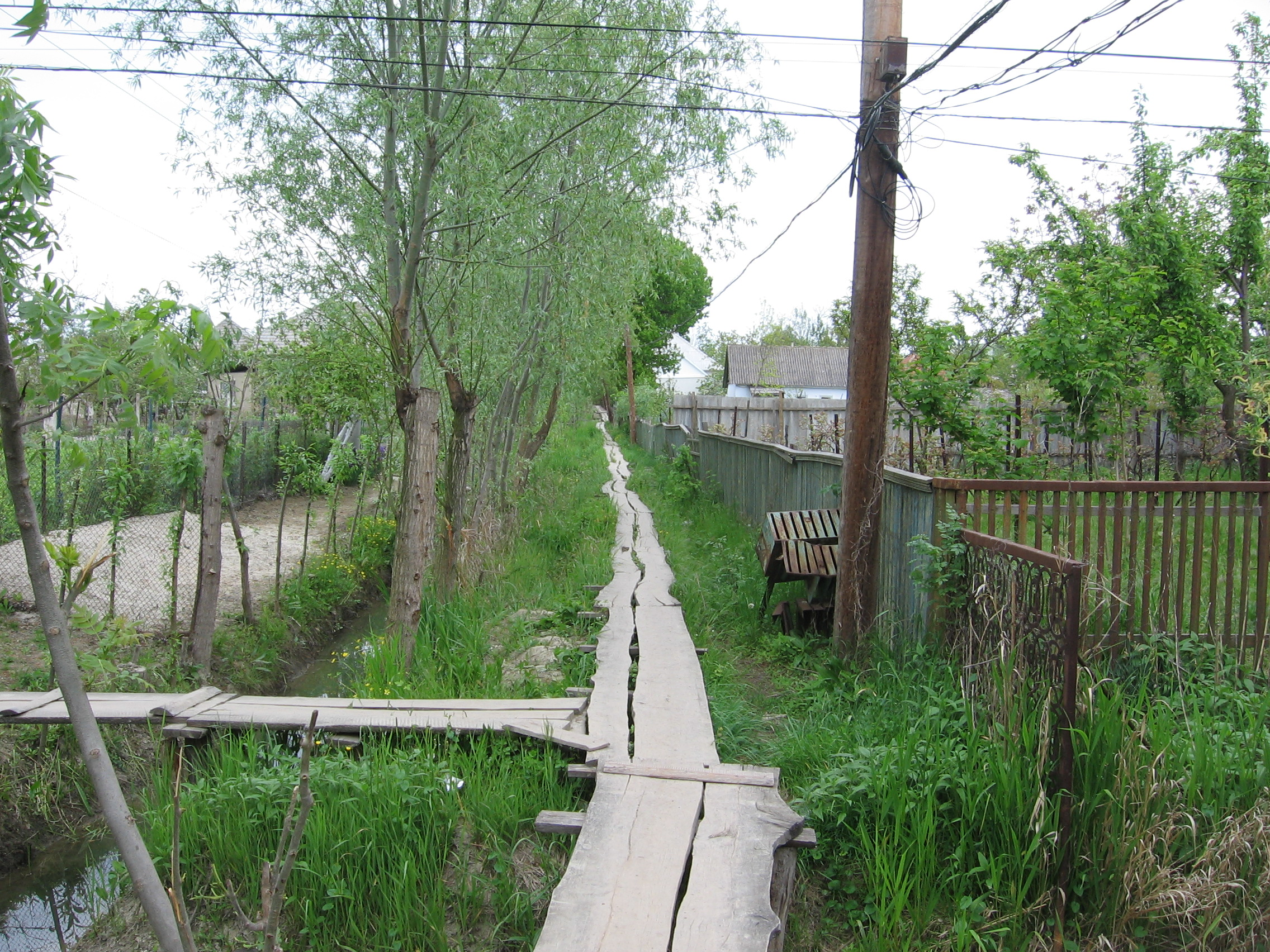
Gyalogos közlekedésre szolgáló pallók a mocsaras területen
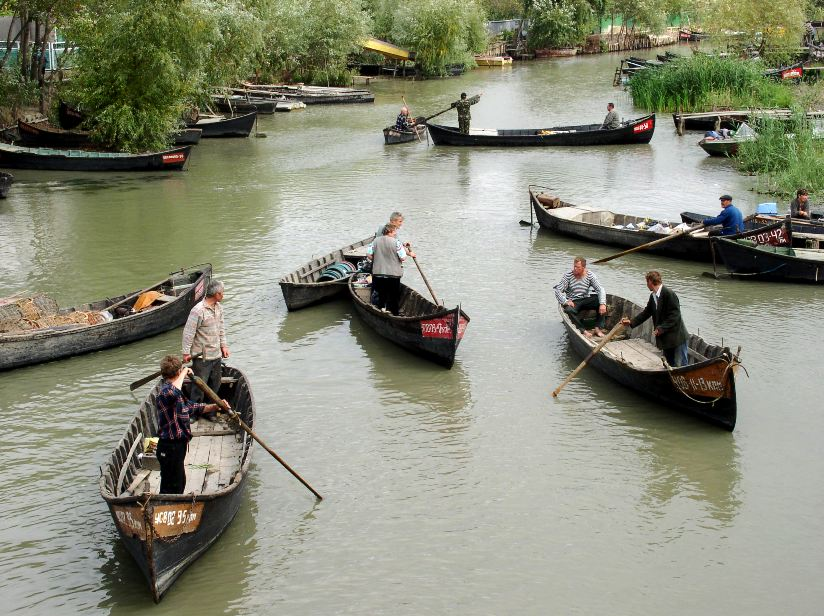
A kozák csajkát utánzó helyi csónakok
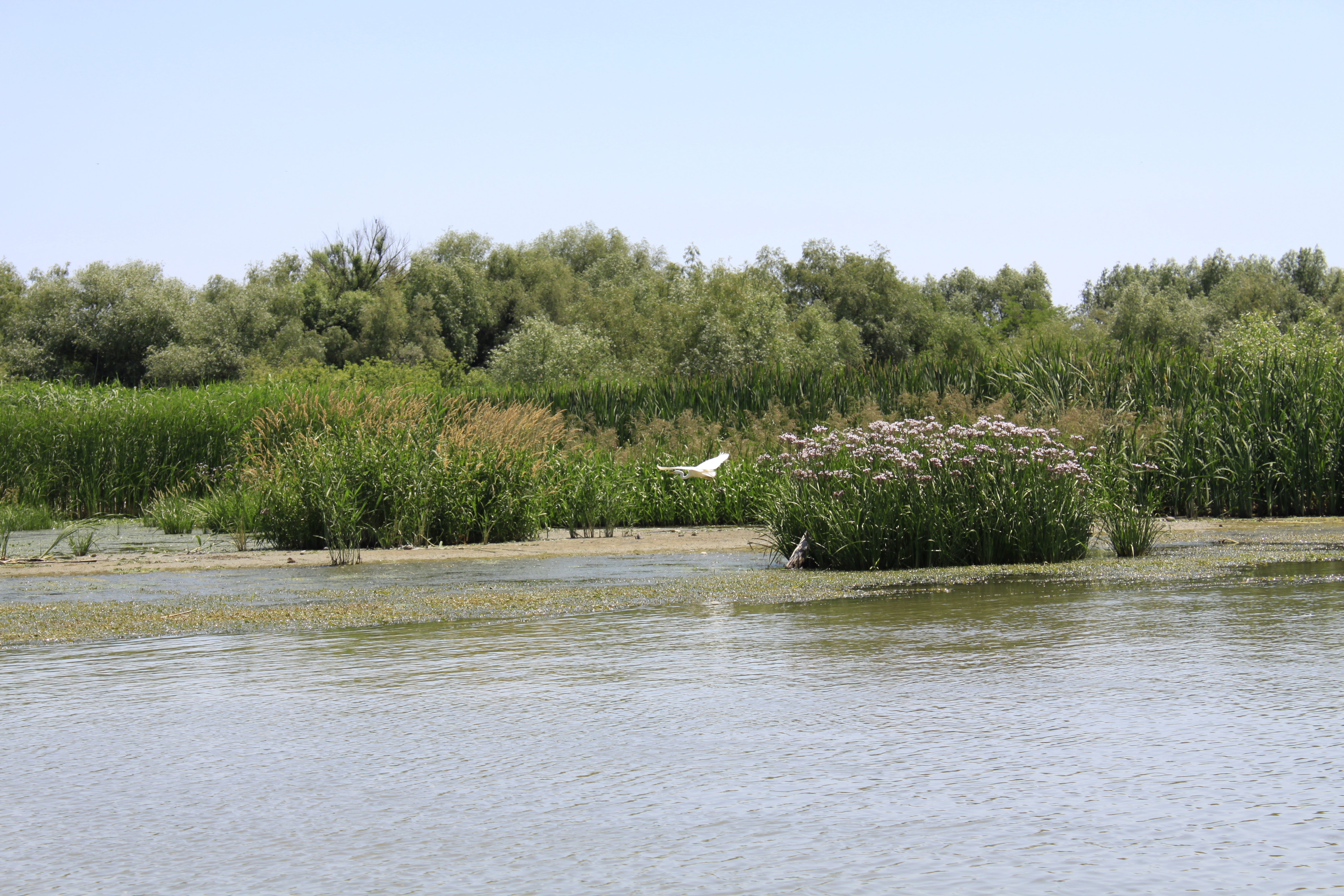
A Dunai bioszféra rezervátum Vilkovénél